# Percopsiformes
Percopsiformes, red riba iz gigarazreda zrakoperki (Actinopterygii) ili pravih koštunjača (Teleostei). Sastoji se od tri porodice slatkovodnih riba.

## Porodice
1. Amblyopsidae Bonaparte, 1845, špiljarice
2. Aphredoderidae Bonaparte, 1845, gusarski grgeči
3. Percopsidae Agassiz, 1850, pastrvosmuđevke

## Vanjske poveznice
|  | Zajednički poslužitelj ima još gradiva o temi Percopsiformes |
|  | Wikivrste imaju podatke o taksonu Percopsiformes             |